# Navia caricifolia
Navia caricifolia är en gräsväxtart som beskrevs av Lyman Bradford Smith. Navia caricifolia ingår i släktet Navia och familjen Bromeliaceae. Inga underarter finns listade i Catalogue of Life.